# Ragusa Ibla
(Gesualdo Bufalino)
Ragusa Ibla, o semplicemente Ibla, è uno dei due quartieri che formano il centro storico di Ragusa in Sicilia. In dialetto ragusano il quartiere è anche chiamato Iusu (ovvero la Ragusa inferiore, per distinguerla da quella superiore). È situata nella parte orientale della città, sopra una collina che va dai 385 ai 440 m s.l.m..

## Storia
Dopo il terremoto del 1693, la città di Ragusa antica fu ricostruita attuando cantieri che produssero opere, edifici e monumenti di gusto tardo barocco. In essa risultano presenti ben 14 dei 18 monumenti della città di Ragusa oggi iscritti nel patrimonio dell'umanità.
L'antica città contiene oltre cinquanta chiese e numerosi palazzi in stile barocco. Nella parte più orientale, si trova il Giardino Ibleo e sono inoltre presenti gli scavi di un'antica città che secondo diversi storici sarebbe identificabile con l'Hybla Heraia.
Nel 1866 il quartiere si staccò amministrativamente dal resto della città diventando comune autonomo col nome di Ragusa Inferiore, nome che mantenne fino al 1922 quando fu cambiato in Ragusa Ibla. Il 2 gennaio 1927, in occasione dell'elevazione a capoluogo di provincia della città di Ragusa, i due comuni furono riuniti.
Ragusa Ibla è inoltre sede di alcune importanti manifestazioni e tradizioni antiche come Ibla Buskers, Ibla Grand Prize, la festa del Patrono di Ragusa S. Giorgio e la Settimana Santa, vissuta dalle numerose Confraternite attorno alla devozione sempre viva da secoli per il SS. Sacramento esposto in quarant'ore presso il Duomo di San Giorgio.
Il quartiere ospita oggi la sede di Lingue e letterature straniere, facoltà della rinomata Università degli studi di Catania.

## Galleria d'immagini

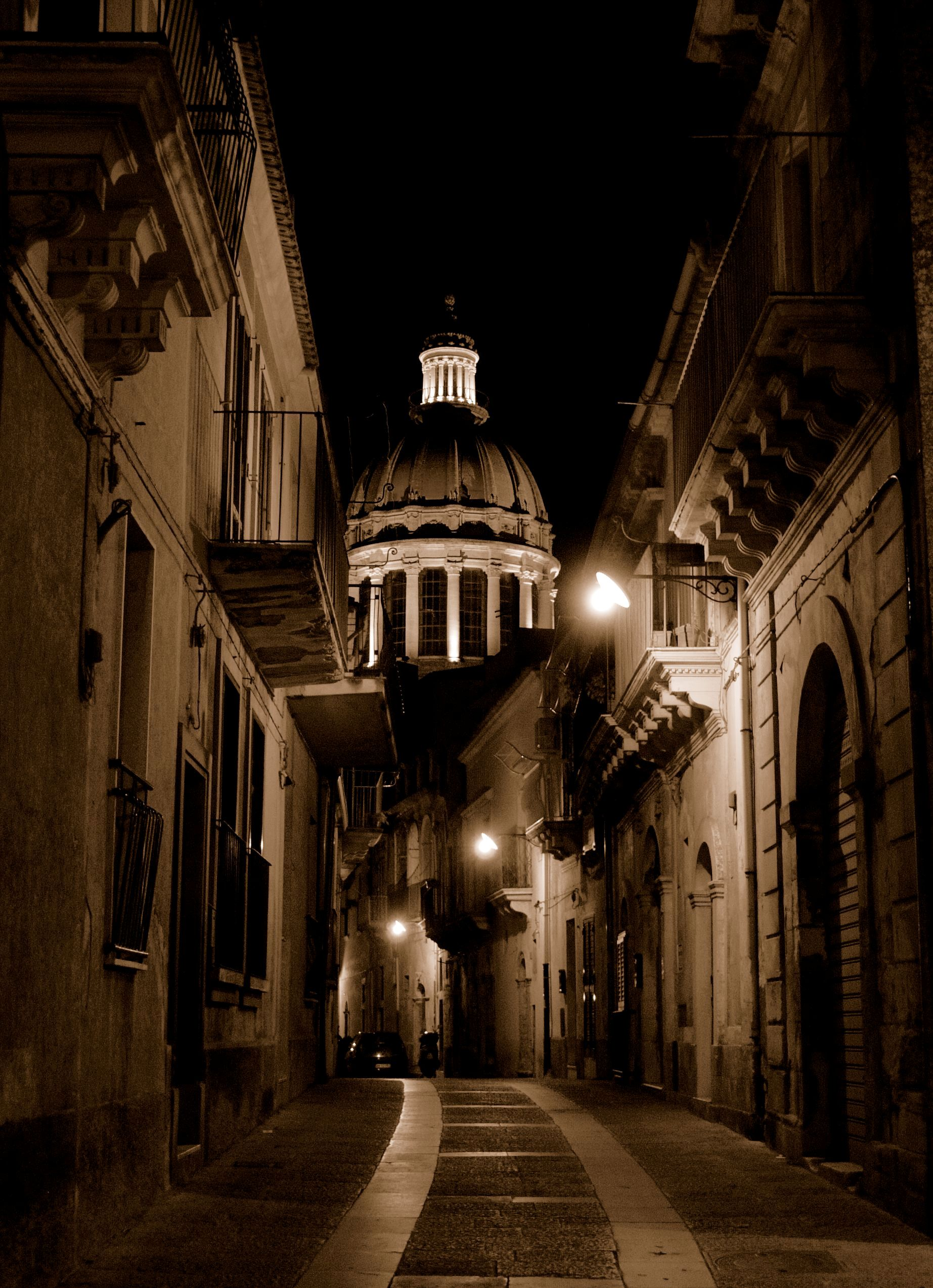
Vicolo d'Ibla
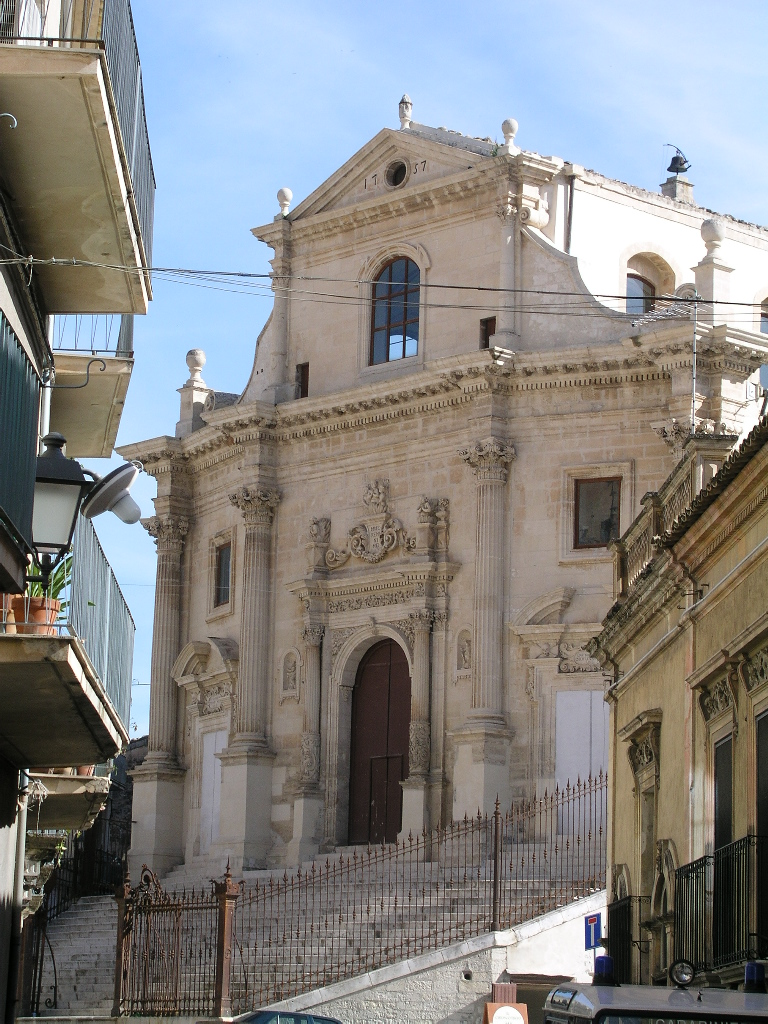
Chiesa Sante Anime del Purgatorio
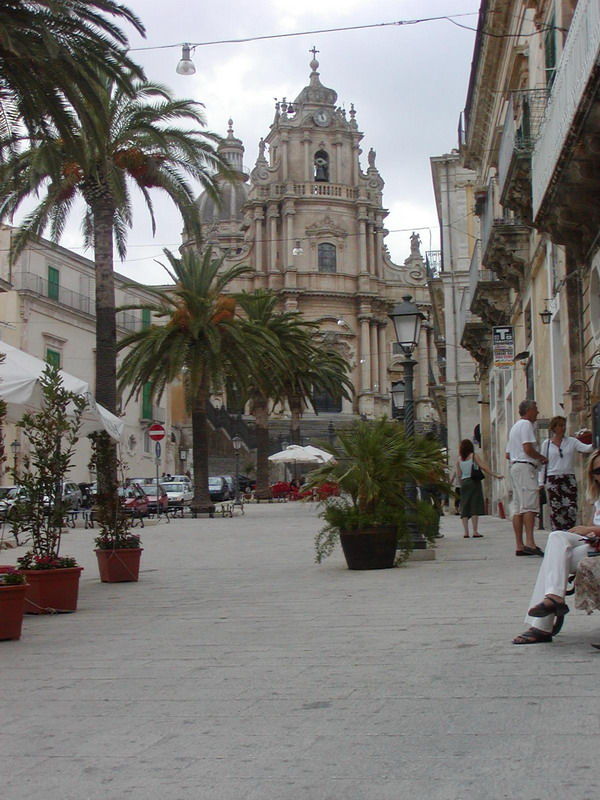
Duomo di San Giorgio
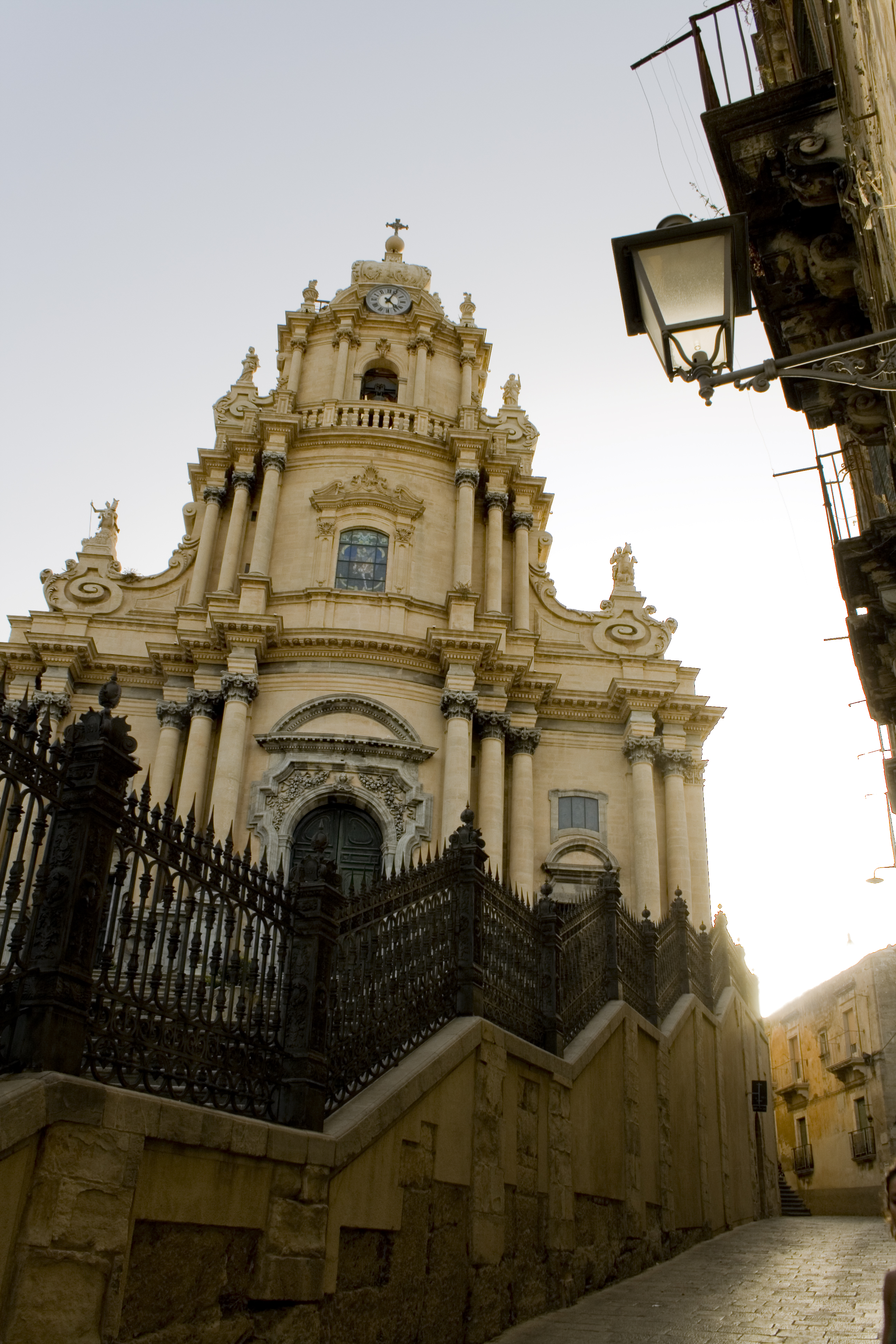
Duomo di San Giorgio
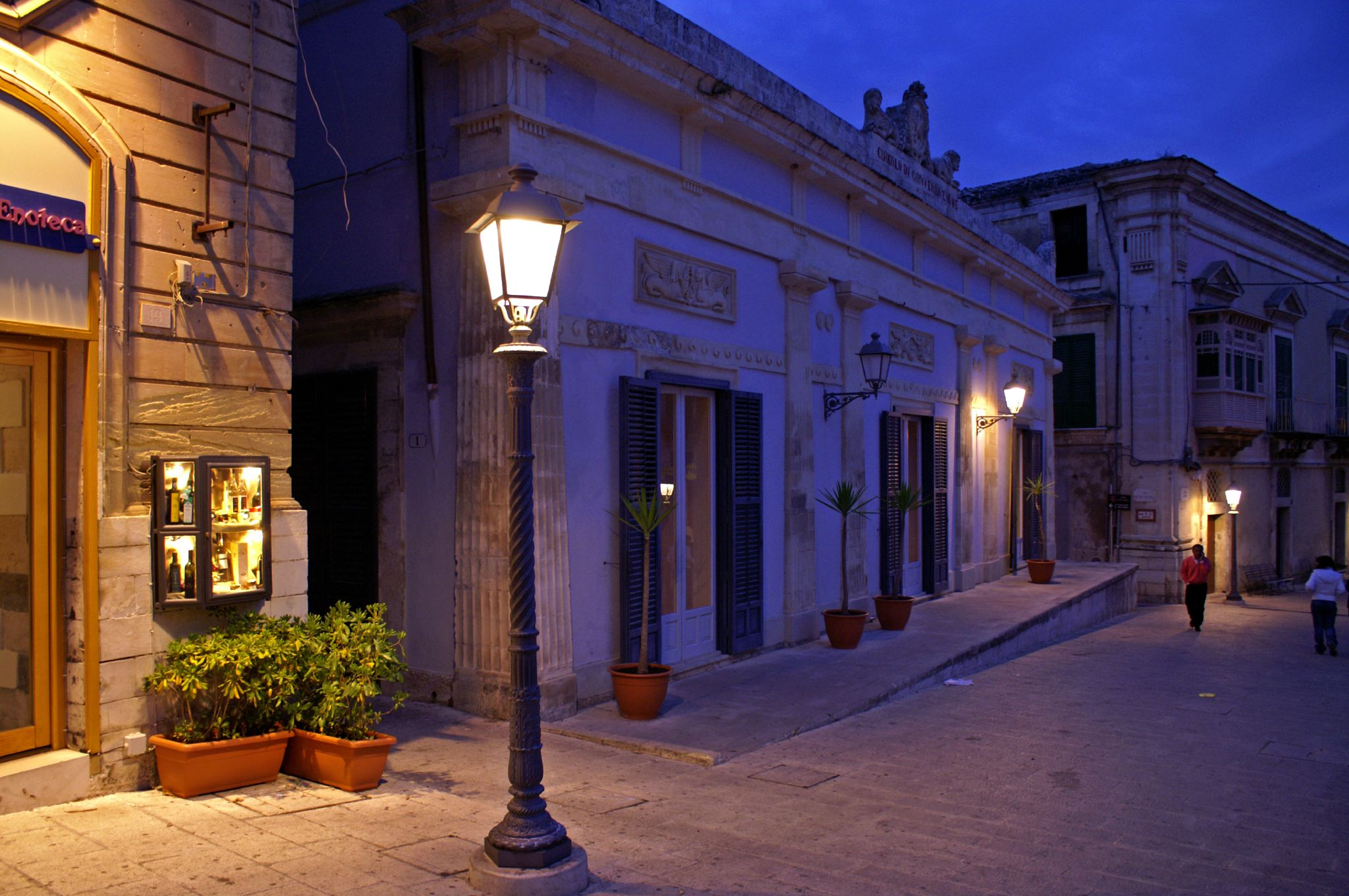
Circolo dei cavalieri
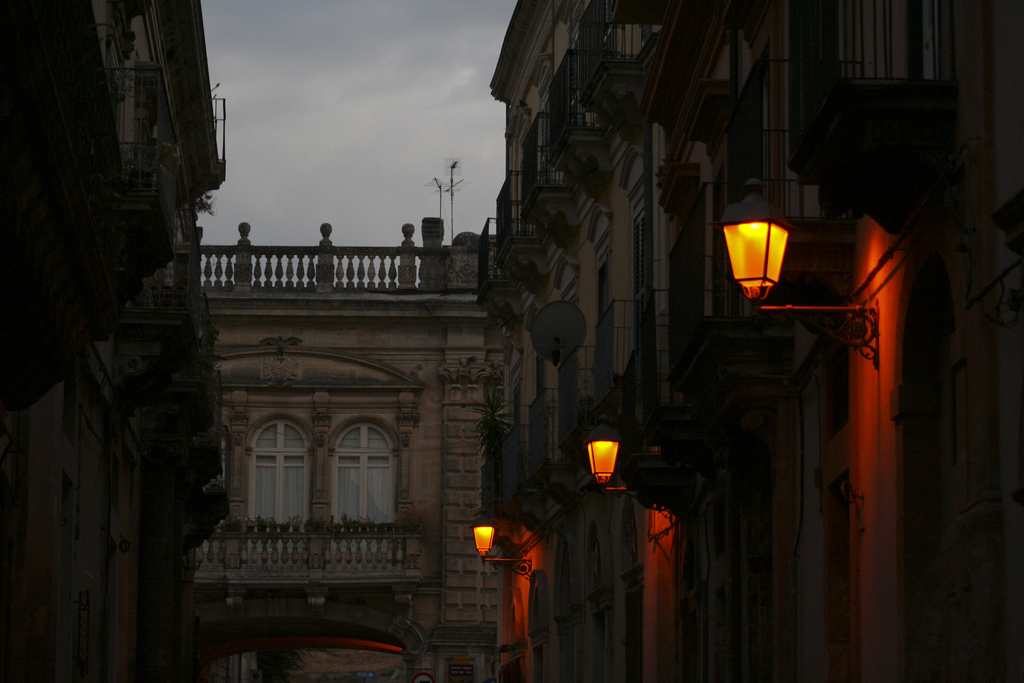
Via Conte Cabrera
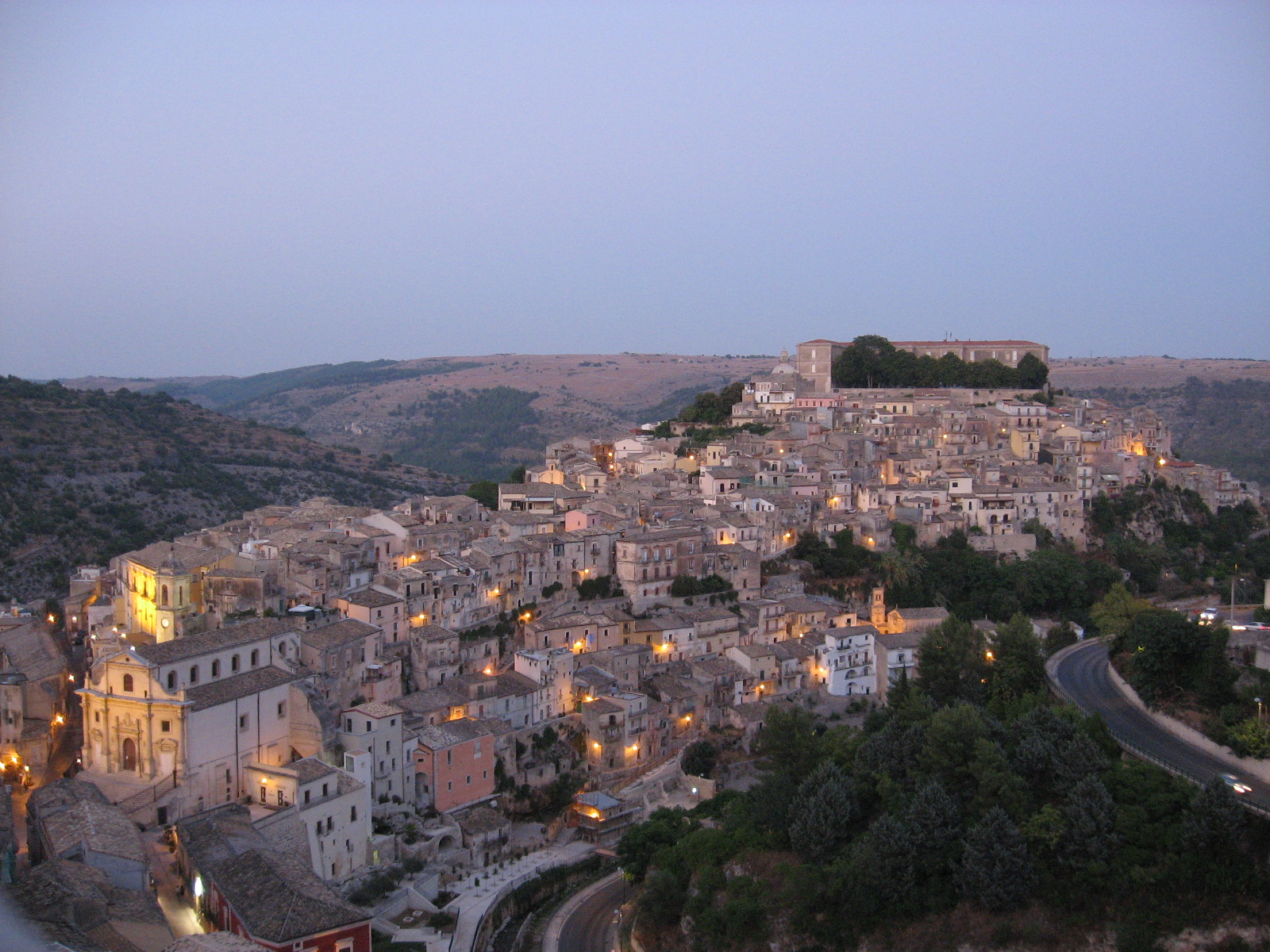
Veduta panoramica
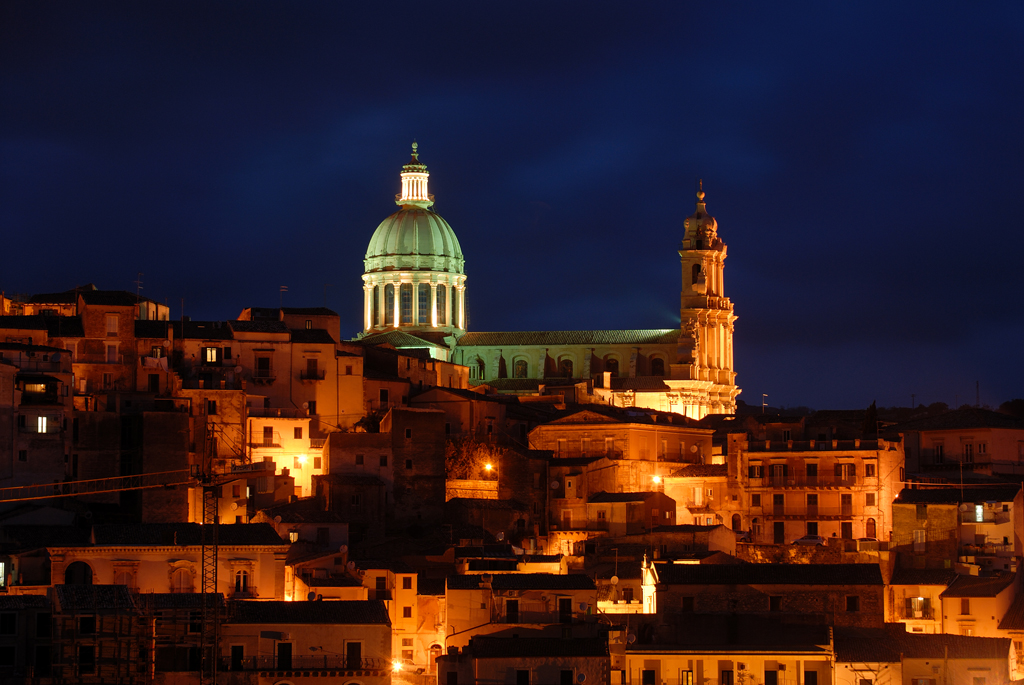
Il Duomo di notte
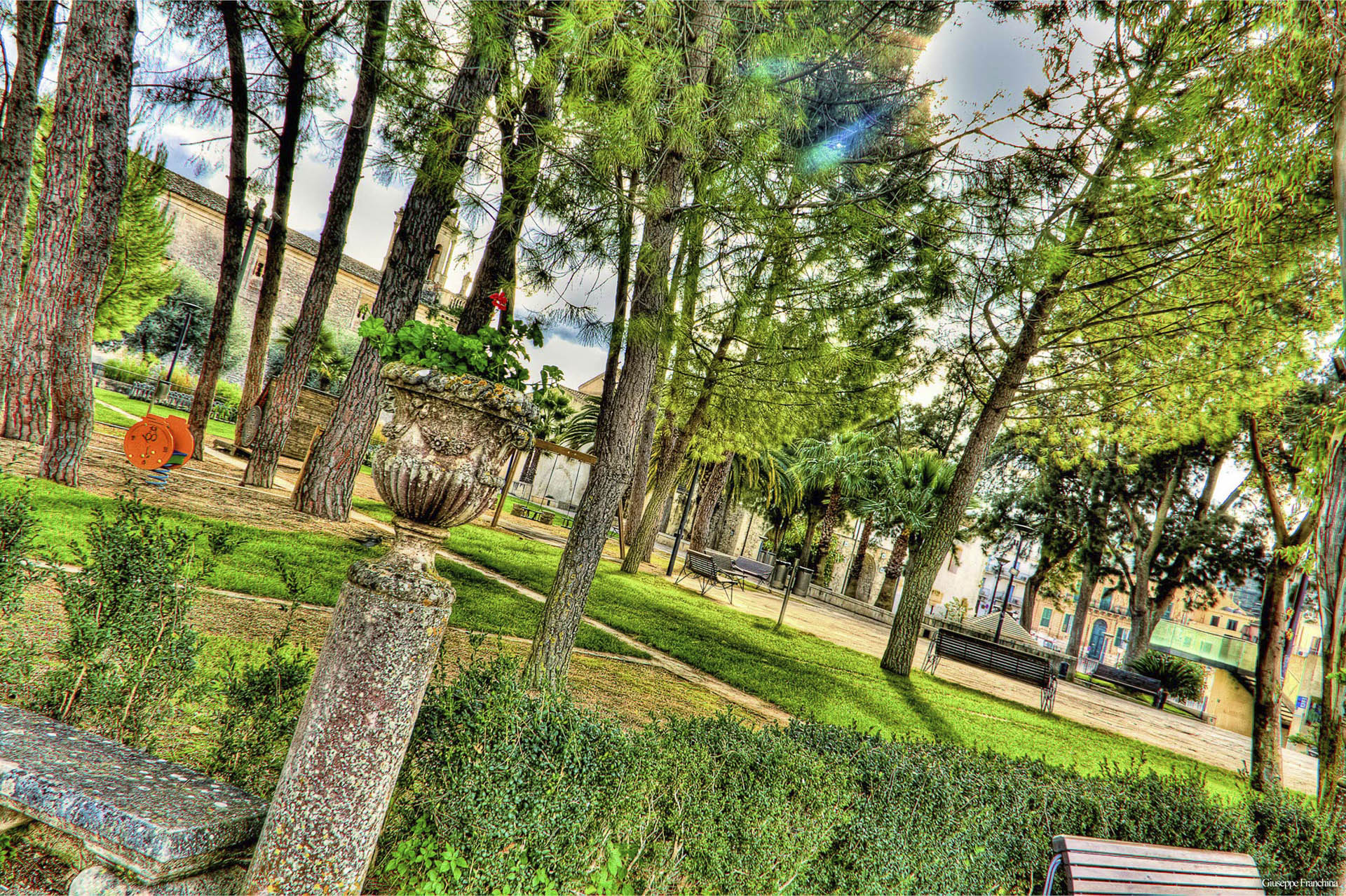
I Giardini Iblei a Ragusa Ibla
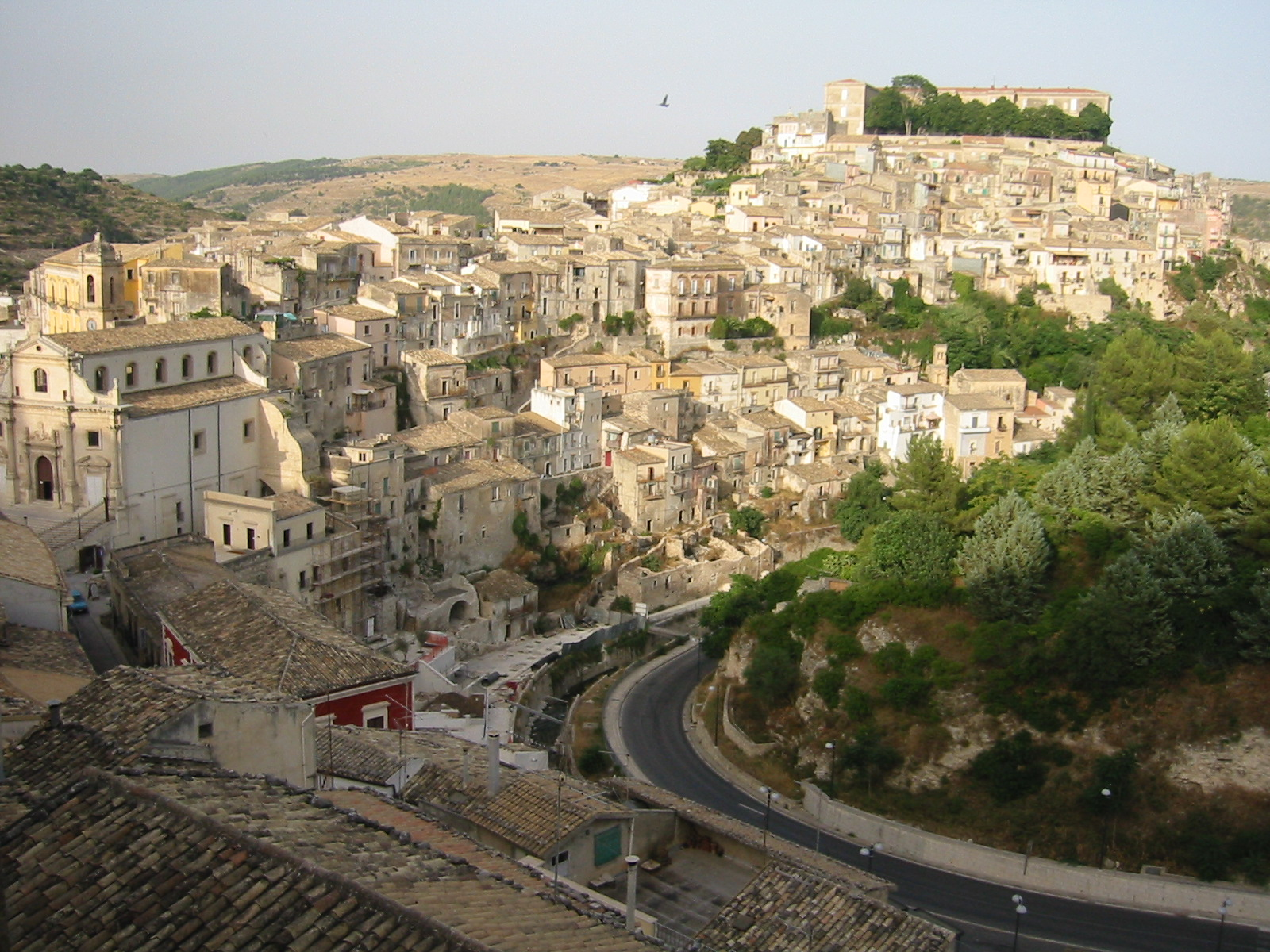
Scorcio
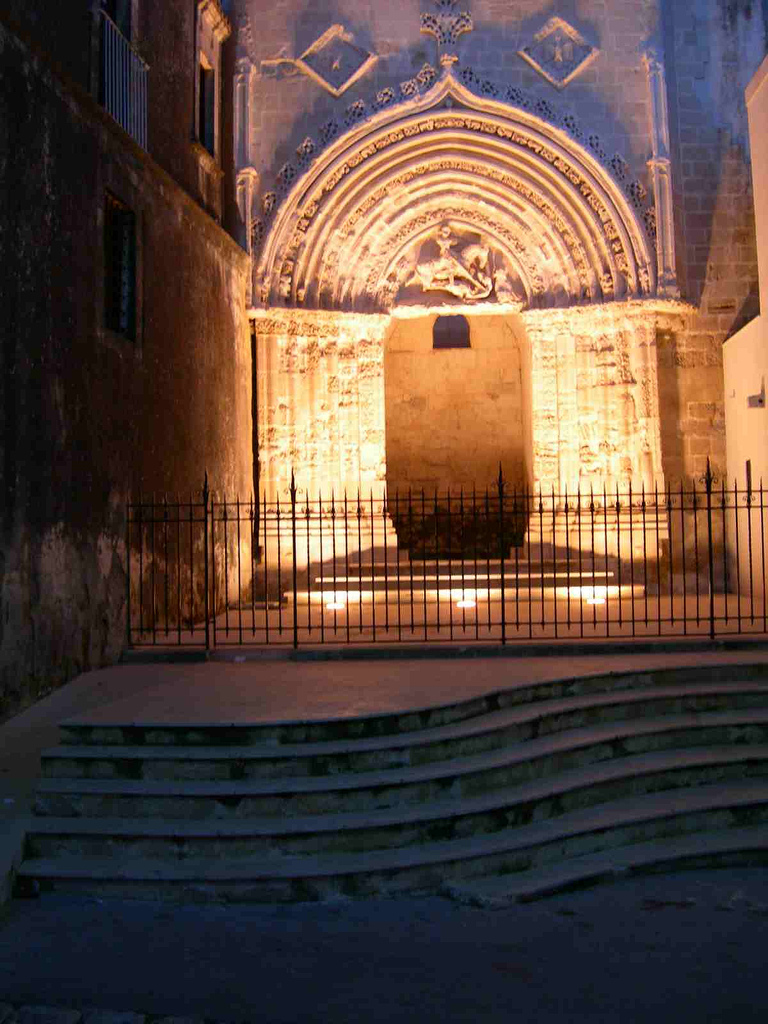
Il portale di San Giorgio
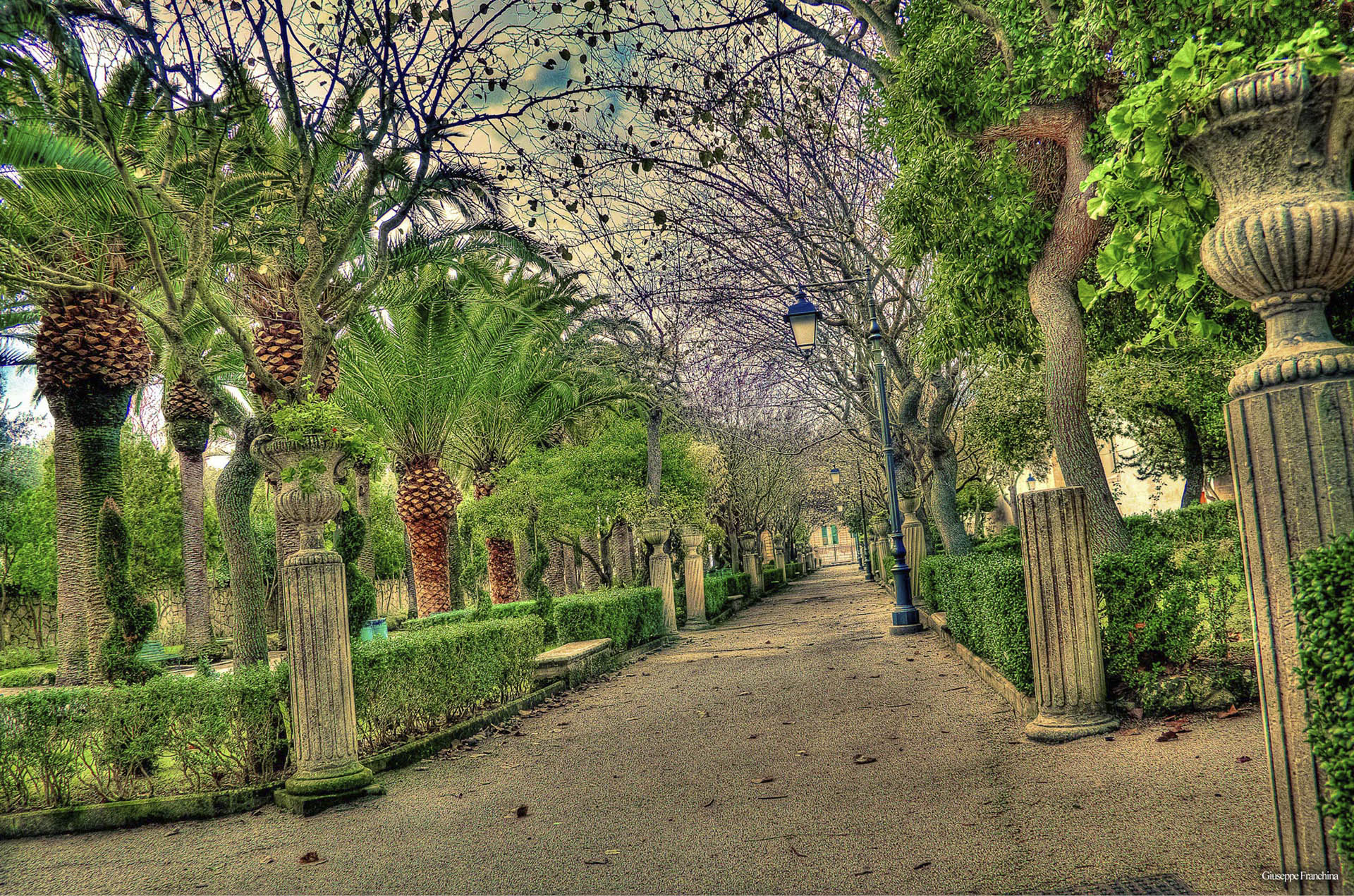
Vialetto nei Giardini Iblei a Ragusa Ibla
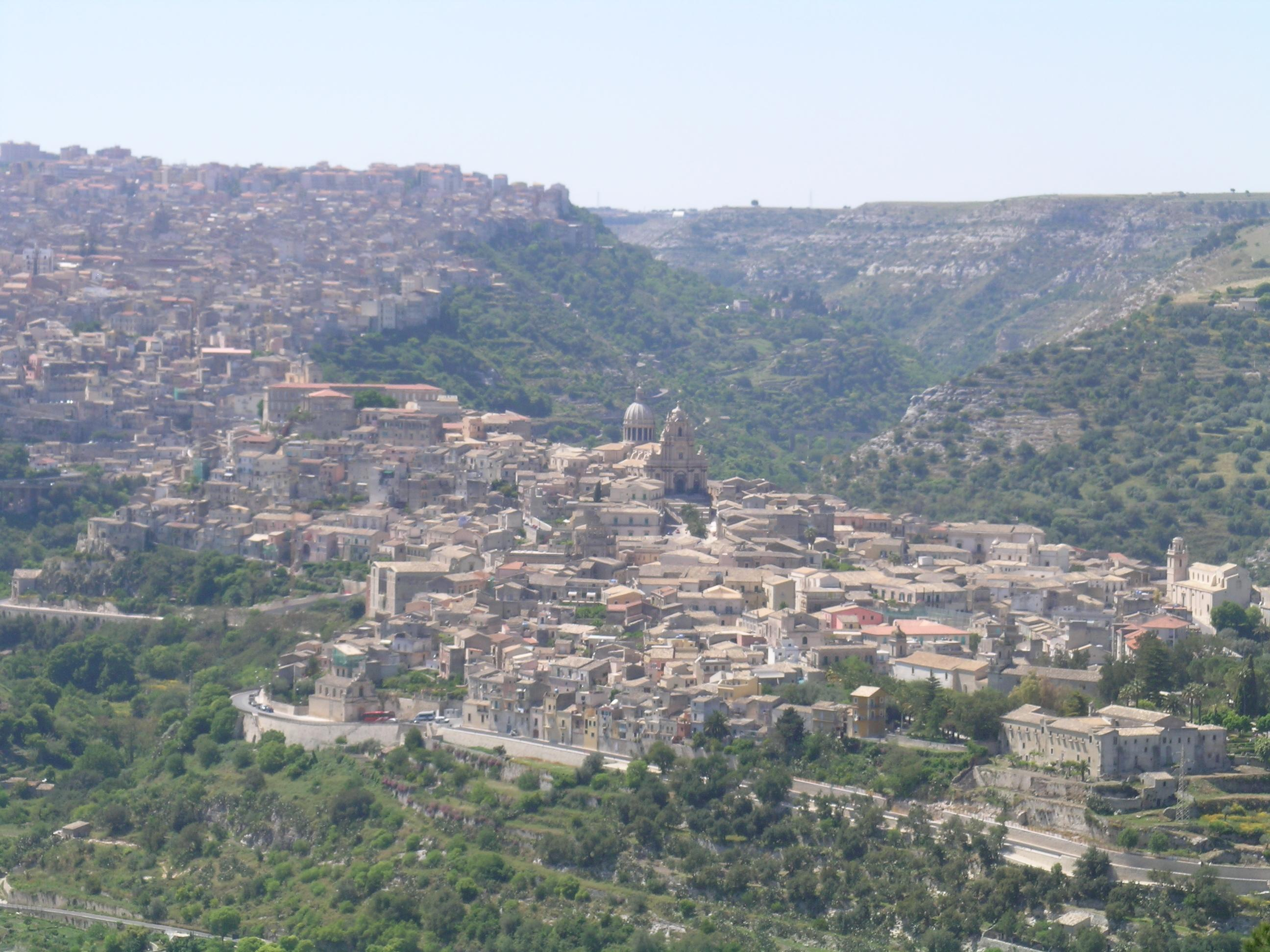
Panorama di Ibla e la città nuova sullo sfondo
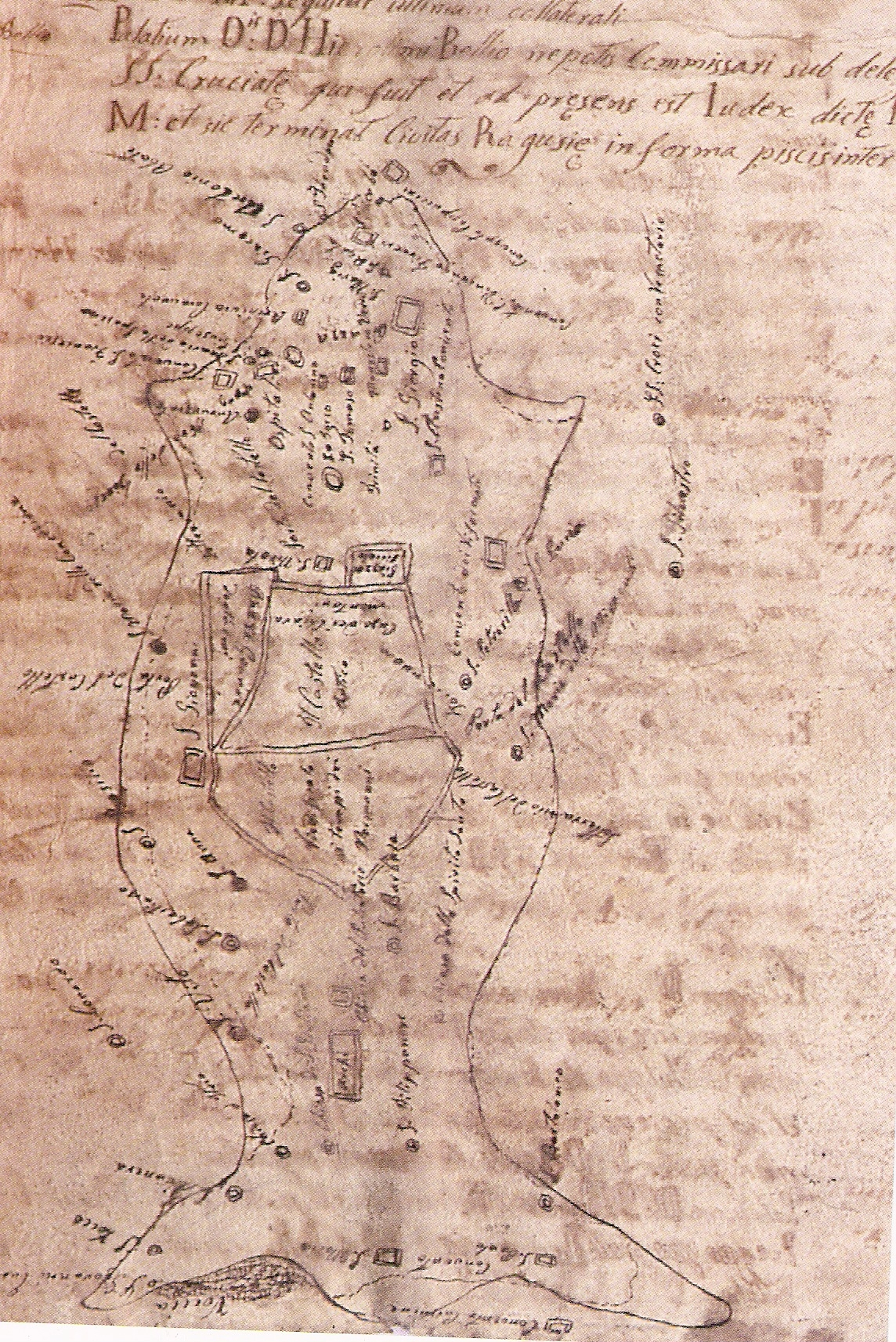
Mappa del 1800 di Ibla
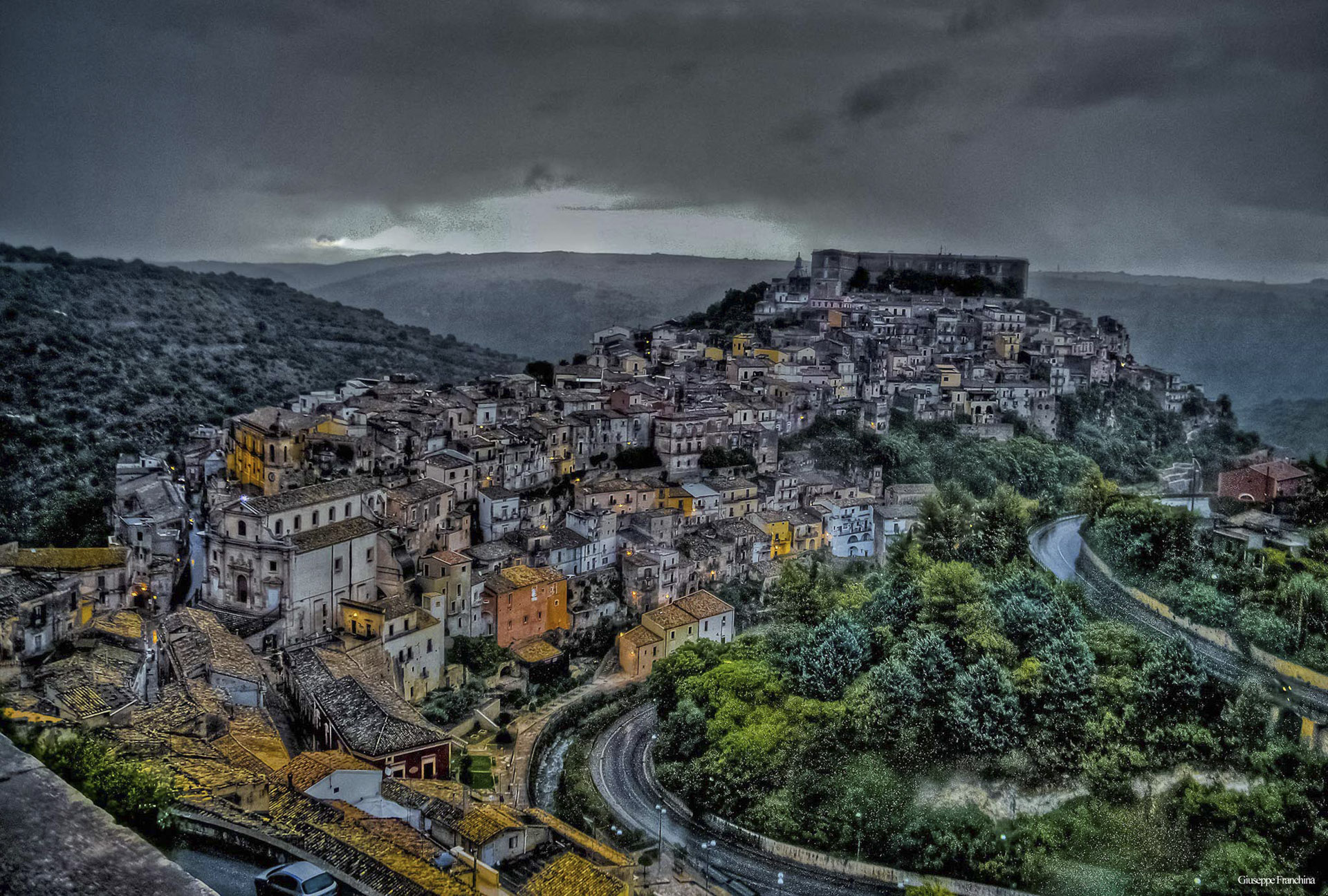
Ragusa Ibla d'inverno